# Comunitat de comunes de la Regió de Machecoul
La Comunitat de comunes de la Regió de Machecoul (en bretó Kumuniezh-kumunioù Bro Vachikoul) és una estructura intercomunal francesa, situada al departament del Loira Atlàntic a la regió País del Loira però a la Bretanya històrica. Té una extensió de 274,08 kilòmetres quadrats i una població de 18.970 habitants (2010).

## Composició
Agrupa 8 comunes :
1. Bourgneuf-en-Retz
2. Machecoul
3. Fresnay-en-Retz
4. La Marne
5. Paulx
6. Saint-Étienne-de-Mer-Morte
7. Saint-Mars-de-Coutais
8. Saint-Même-le-Tenu